# Parafia św. Jana Chrzciciela w Smogorzowie
Parafia św. Jana Chrzciciela – rzymskokatolicka parafia w Smogorzowie, należąca do dekanatu Namysłów wschód w archidiecezji wrocławskiej.

## Historia parafii
Parafia została erygowana w XII wieku. Obsługiwana przez księży archidiecezjalnych. Od 2007 roku jej proboszczem jest ksiądz Tomasz Broszko.

## Liczebność i zasięg parafii
Źródło: 
Parafię zamieszkują 1 463 osoby. Zasięgiem duszpasterskim obejmuje ona cztery miejscowości:
- Smogorzów (kościół parafialny św. Jana Chrzciciela),
- Idzikowice (kościół filialny Podwyższenia Krzyża Świętego),
- Jakubowice,
- Pawłowice Namysłowskie.

## Parafialne księgi metrykalne
| Księgi metrykalne | Okres ewidencji |
| ----------------- | --------------- |
| chrztów           | 1720–1811 1883– |
| ślubów            | 1720–1771 1883– |
| zgonów            | 1720–1779 1883– |

## Wspólnoty parafialne
Źródło: 
- Żywy Różaniec,
- Rada Parafialna,
- Liturgiczna Służba Ołtarza